# Do You Believe in Magic
Do You Believe in Magic  (укр. Чи віриш ти у магію) — пісня гурту The Lovin' Spoonful, випущена 1965 року, що відкриває однойменний альбом. 
Ця пісня потрапила до списку 500 найкращих пісень усіх часів за версією журналу Rolling Stone